# Remich
Remich är en kommun och en stad i sydöstra Luxemburg. Den ligger i kantonen Canton de Remich och distriktet Grevenmacher, i den sydöstra delen av landet, 19 kilometer öster om huvudstaden Luxemburg.
Trakten runt Remich består till största delen av jordbruksmark. Runt Remich är det ganska glesbefolkat, med 30 invånare per kvadratkilometer.